# Дуалистическая модель социального влияния
Дуалистическая модель социального влияния — модель, согласно которой процесс социального влияния следует рассматривать как динамический процесс, состоящий из двух видов влияния: нормативного и информационного.

## Нормативное влияние
Нормативное влияние возникает, когда на человека воздействуют социальной нормой той группы, к которой он принадлежит, то есть человек, поддаваясь влиянию, ожидает, что проявив такую конформность, он получит одобрение от социальной группы, к которой он принадлежит, если же человек не проявит конформность, ему грозит стать изгоем. Другими словами, для того чтобы человека считали членом группы, ему необходимо выполнять те правила, которые установились в группе, и определять себя как полноправного члена группы. Такое принятие позиции, для того чтобы «угодить» своей группе, чаще всего проявляется человеком на публике, то есть человек показывает, что согласен с кем-либо, только когда находится в окружении других людей. В результате нормативного влияния человек может и не изменить своего мнения на тему чего-либо, он будет считать так же, как и считал раньше, но на публике действовать так, как от него ждет группа.
Такой вид влияния присущ властным процессам, власть осуществляется за счет нормативного влияния.
Такое влияние является центральным в теориях социального сравнения, теории управления впечатлениями.

## Информационное влияние
В ходе информационного влияния происходит изменение не только публичного поведения, но и приватного (когда человек находится наедине с собой), в результате того, что поступающая информация проходит когнитивную обработку. В ситуации, когда человек не имеет достаточного количества информации о реальности, он нуждается в получении правильных представлений о том, что происходит для того, чтобы ощутить себя понимающим, что происходит вокруг него, считать, что он думает правильно о том или ином явлении. В ситуации дефицита информации человек обращается к группе за информацией и принимает ее, обдумав и осознав. Человек в таком случае проявляет конформность по отношению к поведению других в форме информации о реальности, он поддается влиянию, так как убежден в правильности предоставляемой информации. В результате получения новой информации происходит изменении внутреннего «я». Такой вид влияния описывается в теории групповой поляризации, теории убеждающей аргументации и обмена информацией.

## Основные положения дуализма
1. Человек испытывает стремление принимать те нормы, которые присущи его референтной группе, привлекательной для индивидуума, к которой человек испытывает симпатию и с которой чувствует психологическую связь.
2. Подчинение правилам группы возникает, когда человек воспринимает группу как единое целое. Реакция группы воспринимается как валидная реакция на тот или иной стимул.
3. Нормативное влияние является следствием желания позитивно приниматься группой, особенно она проявляется в условиях публичного поведения.
4. Информационная конформность является следствием неуверенности в предъявленном стимуле и ведет за собой личное принятие, следствие которого — изменение личного «я».
5. Влияние может быть двусторонним: на группу может влиять наиболее компетентный человек, отражающий наиболее сильную приверженность к ценностям группы.
6. Если возникают устойчивые разногласия между нормами группы и человеком, группа как источник влияния может утратить свою силу и человек, уверенный в своей позиции, будет искать себе новую группу, которая разделит его позиции. То есть возможен переход из группы в группу в ситуации ослабевания влияния группы на человека.

## Дуалистическая модель Московичи
Основное положение модели Сержа Московичи заключается в дихотомии результатов влияния меньшинства и большинства. Основываясь на идеях о нормативном и информационном влиянии, Московичи утверждает, что результат влияния большинства — уступчивость, так большинство является источником социально давления. Это происходит, так как большинство чаще вызывает только подчинение, без осмысления принимаемого, основанное на социальном сравнении. Поэтому влияние большинства вызывает временную публичную уступчивость. Результатом влияния меньшинства является личное изменение, так как меньшинство оказывает когнитивное, информационное влияние в ходе валидизации. Поэтому меньшинство вызывает косвенное отсроченное и личное влияние.
В рамках исследований в пользу дуалистической модели влияния было выявлено, что изменение установок происходит в публичных условиях при влиянии большинства и приватных условиях, при влиянии меньшинства.